# 萨列斯 (纳瓦拉)
萨列斯（西班牙語：Sarriés）是西班牙纳瓦拉的一个市镇。总面积23平方公里，总人口79人（2001年），人口密度3人/平方公里。